# 나가마치미나미역
나가마치미나미역(일본어: 長町南駅, ながまちみなみえき)은 미야기현 센다이시 다이하쿠구 나가마치미나미 3초메에 있는 센다이 시 지하철 난보쿠 선의 역이다. 역 번호는 N 16이다.
버스와 환승지정역이다.

## 역 구조
섬식 승강장 1면 2선의 지하역이다. 도미자와 역 방면에 건늠선이 설치되어 있다. 역은 다이하쿠 구청과 더 몰 센다이 나가마치 사이의 길 아래에 위치한 출구는 이 길을 따라서 4개 설치되어 있다. 나가마치미나미와 나가마치와의 경계에 있어 나가마치역에서 서남서 쪽에 위치한다. 다이하쿠 구청과 같은 부지에 니시1과 니시2의 두 출입구가 열리면서 히가시1의 출입구는 더 몰 센다이 나가마치 앞의 니시3출입구는 라라 가든 나가마치의 바로 앞에 있다.
정기권 발매소(영업 시간: 평일 8시 30분 ~ 18시 30분, 토요일 9시 00분 ~ 17시 00분)와 개찰구 내 대합실에 매점(영업 시간: 평일 7시 00분 ~ 10시 15분)이 있다.
지상에는 버스 등이 있고, 시영 버스는 나가마치 영업소 관할의 야키야마 방면, 미야기 교통은 다이하쿠 구의 남서부 쪽으로 버스가 운행되고 있다.

### 타는 곳
| 1 | ■ 난보쿠 선 |  | 도미자와 행             |  |
| 2 | ■ 난보쿠 선 |  | 센다이・이즈미추오 방면 |  |

## 이용 상황
| 연도 | 1일 평균 승차 인원 |
| ---- | ------------------ |
| 2002 | 10,928             |
| 2003 | 10,879             |
| 2004 | 10,892             |
| 2005 | 11,271             |
| 2006 | 11,418             |
| 2007 | 10,734             |
| 2008 | 10,463             |
| 2009 | 10,504             |
| 2010 | 10,860             |
| 2011 | 10,922             |
| 2012 | 11,492             |
| 2013 | 11,633             |
| 2014 | 11,601             |
| 2015 | 11,762             |

## 역 주변
버스 환승의 대부분은 나가마치미나미 역에서 실시되고 나가마치 남쪽이 현재 나가마치 지구의 중심부라고 볼 수 있다.
지하철이 지나는 길과 북쪽으로 300m를 병행한 시도변이 상업지에서 그 주위를 중, 고층 건물을 포함한 주택지로 둘러싸고 있다.
- 센다이 다이하쿠 구청
- 더 몰 센다이 나가마치 - 지하로 직결
- 센다이미나미 우체국
- 센다이 시립 나가마치미나미 초등학교
- 라라 가든 나가마치 - 지하로 직결

## 역사
- 1987년 7월 15일: 영업 개시.
- 2009년 10월 24일: 스크린도어 사용 개시.
- 2014년 12월 6일: 이쿠스카 도입.
- 2015년
  - 1월 30일: 역 구내 매점이 폐점함.
  - 8월 25일: 훼미리마트 나가마치미나미 역점이 개점함.

## 인접역
| 센다이 시 지하철 ■ 난보쿠 선  | 센다이 시 지하철 ■ 난보쿠 선 | 센다이 시 지하철 ■ 난보쿠 선 |
| ----------------------------- | ---------------------------- | ---------------------------- |
| N 15 나가마치 이즈미추오 방면 |                              | 도미자와 N 17 도미자와 방면  |